# عبدالهادی الحراجین
عبدالهادی الحراجین (عربی: عبد الهادي الحراجين؛ زادهٔ ۲۷ اکتبر ۱۹۹۴) یک ورزشکار اهل عربستان سعودی است.
از باشگاه‌هایی که در آن بازی کرده‌است می‌توان به باشگاه فوتبال هجر عربستان سعودی اشاره کرد.